# 秀美中麗魚
秀美中麗魚，為輻鰭魚綱鱸形目隆頭魚亞目慈鯛科的其中一種，分布於南美洲梅塔河及比查达河流域，體長可達8.2公分，棲息在植被生長的淺水域，生活習性不明。

## 擴展閱讀
維基物種上的相關：秀美中麗魚